# Убийство свидетеля
«Убийство свидетеля» — советский фильм-детектив 1990 года режиссёра Эдуарда Гаврилова по повести Ю. Маслова «Каракурт».

## Сюжет
Главарь бандитской группировки по кличке «Каракурт» пытается поймать в свои сети артиста цирка Швецова, который ему нужен для совершения очередного преступления. Чтобы осуществить свой замысел, он знакомит Швецова со своей бывшей любовницей. Но судьба распорядилась иначе… Каждый участник драмы, в конце концов, получает то, что заслужил.
Консультантом фильма был будущий министр МВД Владимир Рушайло, в то время майор милиции, в титрах указан.

## В ролях
- Борис Шувалов — Владимир Анатольевич Швецов
- Сергей Роженцев — капитан Александр Григорьевич Родин, инспектор уголовного розыска
- Георгий Бурков — Евгений Евгеньевич Крайников, глава преступной организации (последняя роль в кино)
- Людмила Чурсина — Анна Григорьевна Светова, любовница Крайникова
- Тамара Сёмина — Татьяна Лазаревна Янкина, директор комиссионного магазина
- Вячеслав Невинный — Яков Васильевич Стеблев, директор универмага
- Николай Пеньков — Семён Тимофеевич Скоков, полковник УГРО
- Мария Селянская — Инна Владимировна Кошелева, продавщица универмага
- Роман Греков — Слава, хоккеист, брат Саши Родина
- Оксана Фомичёва — Алёна, племянница Крайникова (озвучивание — Наталья Гурзо)
- Сергей Гурзо (младший) — оперативник, капитан Климов
- Людмила Аринина — кассир
- Дмитрий Полонский — Василий Иванович Кузин, рэкетир
- Мария Буркова — Майя Геловани, свидетельница
- Ирина Карачёва — Тамара, свидетельница
- Элла Некрасова — Жанна Георгиевна
- Клавдия Хабарова — работница универмага
- Георгий Милляр — цветочник (нет в титрах)
- Юрий Кукес — Вадим Александрович (озвучивание — Сергей Малишевский)